# Ron Kiefel

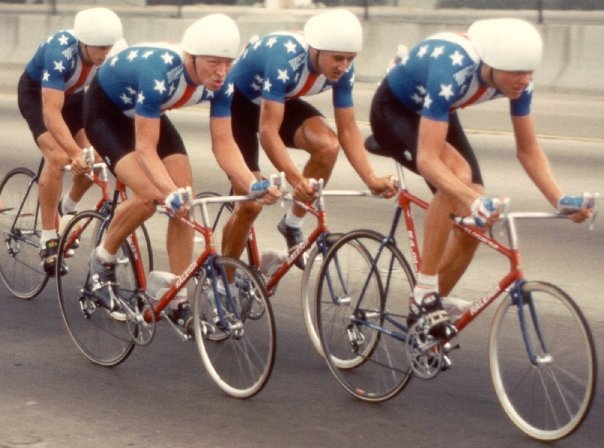
Andrew Weaver, Ron Kiefel, Davis Phinney und Roy Knickman 1984

Ronald Alexander „Ron“ Kiefel (* 11. April 1960 in Wheat Ridge) ist ein ehemaliger US-amerikanischer Radrennfahrer.
1978 wurde Ron Kiefel Dritter bei den Straßen-Weltmeisterschaften der Junioren im Mannschaftszeitfahren, gemeinsam mit Greg LeMond, Greg Demgen und Jeff Bradley. 1983 wurde er dreifacher US-amerikanischer Meister im Straßenrennen der Amateure, im Einzel- sowie im Mannschaftszeitfahren. 1983 startete er auch bei den UCI-Straßen-Weltmeisterschaften und wurde als 34. im Straßenrennen der Amateure klassiert. Im Jahr darauf startete er bei den Olympischen Sommerspielen in Los Angeles, errang im Mannschaftszeitfahren (mit Roy Knickman, Davis Phinney und Andy Weaver) die Bronzemedaille und belegte im Einzel-Straßenrennen Rang neun.
1985 trat Kiefel zu den Profis über und fuhr in den folgenden Jahren für verschiedene Teams, darunter 7-Eleven und Motorola. Siebenmal startete Ron Kiefel bei der Tour de France, ohne sich jedoch vorne zu platzieren; er fuhr auch andere europäische Rundfahrten. 1985 gewann er die 15. Etappe des Giro d’Italia und im selben Jahr den Trofeo Laigueglia sowie 1988 den Giro di Toscana. 1988 wurde er US-amerikanischer Meister im Straßenrennen der Profis.
1996 trat Kiefel vom aktiven Radsport zurück. Zusammen mit seiner Frau moderierte er eine Zeit lang eine wöchentliche Radio-Sendung, und er kommentiert in Fernsehen und Rundfunk europäische Rundfahrten und Klassiker. Er arbeitet als Trainer in seiner Heimat Wheat Ridge, betreibt ein Fahrradgeschäft, ist Präsident des örtlichen Radsportvereins und organisiert Radrennen.  2004 wurde Ron Kiefel in die United States Bicycling Hall of Fame aufgenommen.